# Мангри Теуантепеку та Ель-Манчону
Мангри Теуантепеку та Ель-Манчону (ідентифікатор WWF: NT1435) — неотропічний екорегіон мангрових лісів, розташований на півдні Мексики.

## Географія
Екорегіон мангрів Теуантепеку та Ель-Манчону охоплює ділянки мангрових лісів, поширені на узбережжі Тихого океану на південному сході Оахаки та в Чіапасі, а також на крайньому південному заході Гватемали. Основу прибережної рівнини складають глинисті та піщані відклади, які перекривають метаморфічні породи. Глибокі глинисто-піщані ґрунти містять велику кількість органічних речовин.
Мангрові ліси переважно зустрічаються у великих прибережних лагунах, відділених від океану бар'єрними островами. До цих лагун з гір Сьєрра-Мадре-де-Чіапас, які простягаються паралельно тихоокеанському узбережжю, стікають численні водні потоки. Тим не менш, річковий стік цих потоків змінюється залежно від сезону, і під час зимового сухого сезону лагуни стають гіперсолоними. У внутрішніх районах мангри екорегіону переходять у Південно-Тихоокеанські сухі ліси та у центральноамериканські сухі ліси. Загальна площа екорегіону становить приблизно 2590 км².
Основні ділянки мангрових лісів екорегіону розташовані (із заходу на схід):
- у лагунах Теуантепецького перешийку, зокрема у лагунах Суперіор[es] та Інферіор[es], які лежать на південний схід від міста Санто-Домінго-Теуантепек[en] в Оахаці;
- у великій лагуні Мар-Муерто[es] площею 720 км², розташованій на кордоні Оахаки та Чіапасу. Затока Бака-де-Тонала, розташована на її південно-східному кінці, поєднує її з океаном. Глибина лагуни становить 1-3,6 м;
- у неглибокій і багатій на поживні речовини системі лагун Ла-Хоя-Буенавіста, яка лежить на схід від лагуни Мар-Муерто в Чіапасі. Вона має площу 47,5 км² і складається з трьох поєднаних між собою лагун — Ла-Хої, Кабеси-де-Торо та Буенавісти. Протока Сан-Маркос завдовжки 2,4 км поєднує лагуни з прибережною затокою Бока-дель-Сьєло[en];
- у системі невеликих та мілководних лагун Лос-Патос-Соло-Діос загальною площею 113 км², яка складається з лагун Лос-Патос, Ель-Москіто, Ла-Балона та Пампіта, поєднаних вузькими протоками та водно-болотними угіддями;
- у водно-болотних угіддях Манчон-Гуамучаль[en], розташованих в департаменті Реталулеу на південному заході Гватемали.

## Клімат
В межах екорегіону переважає саванний клімат (Aw за класифікацією кліматів Кеппена), який характеризується рясними літніми дощами. Середньорічна кількість опадів в регіоні становить 2500-3000 мм і є однією з найвищих в Мексиці.

## Флора
У манграх Чіапасу зустрічаються чотири види мангрових дерев — червоні мангри (Rhizophora mangle), білі мангри (Laguncularia racemosa), жовті мангри (Rhizophora harrisonii) та прямі конусоплідні мангри (Conocarpus erectus). Ці дерева виростають до 25 м заввишки, утворюючи одні з найвищих мангрових лісів у Мексиці. Поширення окремих видів визначається солоністю води та ступенем затоплення території. 
Окрім мангрових дерев, на узбережжях лагун зустрічаються водяні пахіри (Pachira aquatica), туполисті цинометри (Cynometra retusa), сапотілові дерева (Manilkara zapota), дерева гуанакасте (Enterolobium cyclocarpum) та різні види фікусів (Ficus spp.), а також гаї кокосових пальм (Cocos nucifera), прибережні чагарники та зарості південного рогозу (Typha domingensis). Як і в більшості мангрових екорегіонів, трав'янисті рослини в регіоні не надто поширені, оскільки вони не терплять сильних коливань припливів та відпливів.

## Фауна
Мангри Чіапасу є важливим середовищем проживання для багатьох видів тварин, зокрема для численних водно-болотних птахів — як місцевих, так і мігруючих видів. Серед перелітних птахів, які щороку прилітають з Канади та США, щоб провести зиму, харчуючись різноманітними безхребетними та рибами, що мешкають у мангрових лісах, слід відзначити рогодзьобого пелікана (Pelecanus erythrorynchos), американську змієшийку (Anhinga anhinga), американську чепуру (Egretta thula), блакитнокрилу чирянку (Spatula discors), північну широконіску (Spatula clypeata), американську лиску (Fulica americana) та сапсана (Falco peregrinus). Серед місцевих птахів, поширених в екорегіоні, слід відзначити червонодзьобого свистача (Dendrocygna autumnalis), мангрового кукліло (Coccyzus minor), мангрову білозорку (Tachycineta albilinea), мангрового віреона (Vireo pallens), карибського мартина (Leucophaeus atricilla), чорного канюка-крабоїда (Buteogallus anthracinus), великого канюка-крабоїда (Buteogallus urubitinga), канюка-рибалку (Busarellus nigricollis), сизого шуліку (Ictinia plumbea), блакитну чепуру (Egretta caerulea), трибарвну чепуру (Egretta tricolor), зелену чаплю (Butorides virescens), звичайного квака (Nycticorax nycticorax), бразильського баклана (Phalacrocorax brasilianus), домініканську пірникозу (Tachybaptus dominicus), болотяного пастушка (Aramides albiventris) та міктерію (Mycteria americana). Майже ендемічними представниками регіону є білочереві чачалаки (Ortalis leucogastra), мангрові сплюшки (Megascops cooperi), гватемальські аратинги (Psittacara strenuus) та великі різжаки (Campylorhynchus chiapensis).
В мангрових лісах екорегіону зустрічається багато різноманітних ссавців, таких як білохвості олені (Odocoileus virginianus), центральноамериканські тапіри (Tapirus bairdii), центральноамериканські коати (Ateles geoffroyi), ягуари (Panthera onca), пуми (Puma concolor), оцелоти (Leopardus pardalis), тайри (Eira barbara), великі гризони (Galictis vittata), неотропічні видри (Lontra longicaudis) та звичайні ракуни (Procyon lotor). У прибережних чагарниках на узбережжі затоки Теуантепек живуть ендемічні теуантепецькі зайці (Lepus flavigularis). Більшість ссавців не живуть у мангрових лісах постійно, а відвідують їх час від часу. Серед плазунів, які зустрічаються в екорегіоні, слід відзначити рідкісних гострорилих крокодилів (Crocodylus acutus), крокодилових кайманів (Caiman crocodilus), геррерських шипохвостих ігуан (Ctenosaura pectinata) та велетенських мускусних черепах (Staurotypus salvinii).

## Збереження
Манграм екорегіону загрожує вирубка та забруднення води внаслідок промислової і сільськогосподарської діяльності. Основними природоохоронними територіями екорегіону є Біосферний заповідник Ла-Енкрусіхада та Заповідник морських черепах Бока-дель-Сьєло. Низка лагун екорегіону визнані Рамсарськими водно-болотними угіддями міжнародного значення.